# Circoniscus gracilidens
Circoniscus gracilidens är en kräftdjursart som beskrevs av Souza och Lemos de Castro 1991. Circoniscus gracilidens ingår i släktet Circoniscus och familjen Scleropactidae. Inga underarter finns listade i Catalogue of Life.